# Peosta, Iowa
Peosta là một thành phố thuộc quận Dubuque, tiểu bang Iowa, Hoa Kỳ. Năm 2010, dân số của thành phố này là 1377 người.

## Dân số
Dân số qua các năm:
- Năm 2000: 651 người.
- Năm 2010: 1377 người.